# Inzersdorf-Getzersdorf
Inzersdorf-Getzersdorf ist eine Gemeinde mit 1696 Einwohnern (Stand 1. Jänner 2025) im Bezirk St. Pölten in Niederösterreich.

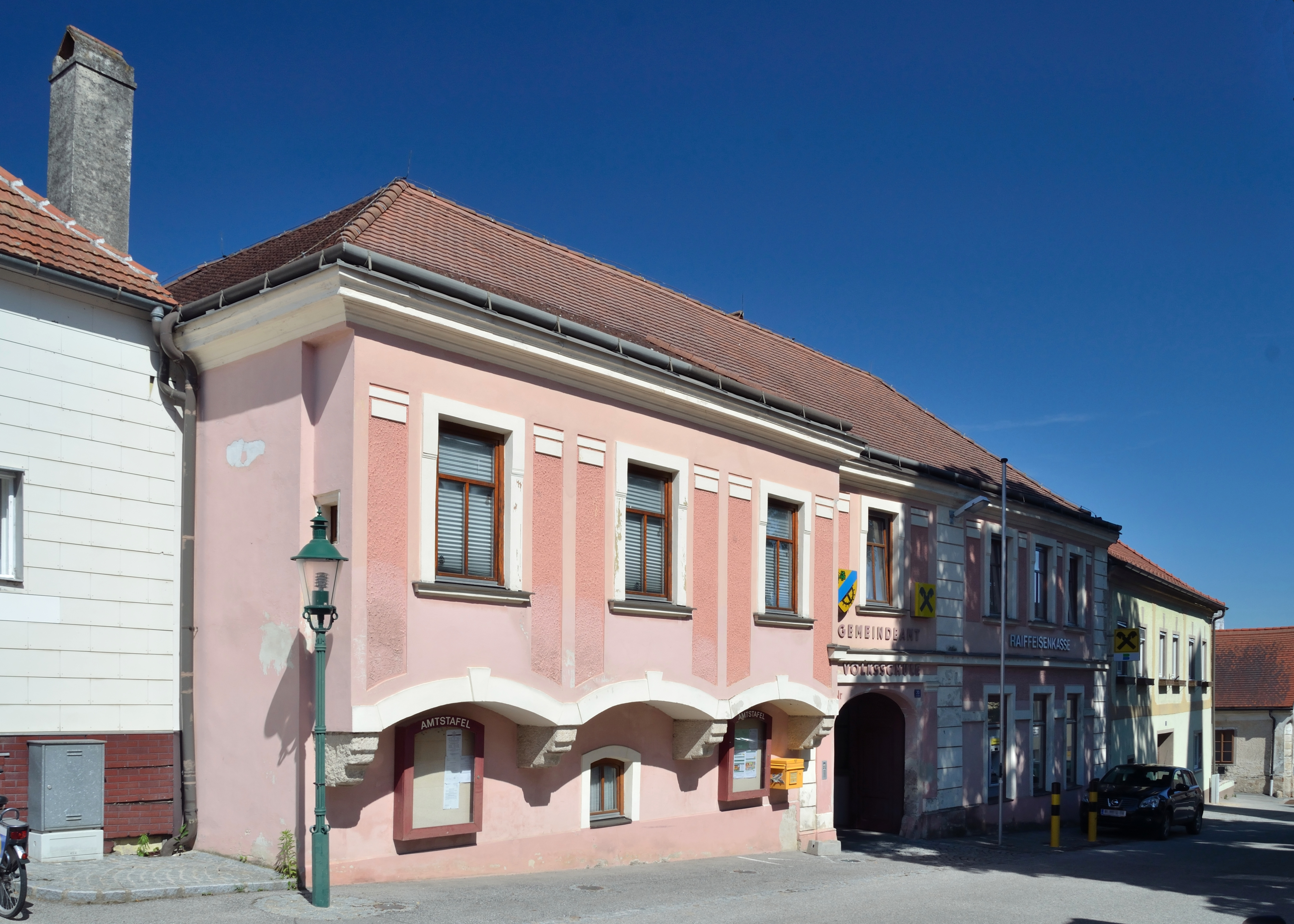
Gemeindeamt und Heimatmuseum

## Geografie
Inzersdorf-Getzersdorf liegt im Mostviertel in Niederösterreich. Die Fläche der Gemeinde umfasst 13,63 Quadratkilometer. Davon sind 68 Prozent landwirtschaftliche Nutzfläche, je 8 Prozent der Fläche sind Weingärten und Wald.

### Gemeindegliederung
Das Gemeindegebiet umfasst folgende fünf Ortschaften (in Klammern Einwohnerzahl Stand 1. Jänner 2025):
- Anzenberg (76)
- Getzersdorf (581) samt Bahnhofsiedlung
- Inzersdorf ob der Traisen (504)
- Walpersdorf (435)
- Wetzmannsthal (100)

Die Gemeinde besteht aus den Katastralgemeinden Anzenberg, Getzersdorf, Inzersdorf an der Traisen, Walpersdorf und Wetzmannsthal.

### Nachbargemeinden
|             | Nußdorf ob der Traisen                      |              |
| Statzendorf | Kompassrose, die auf Nachbargemeinden zeigt |              |
|             |                                             | Herzogenburg |

## Geschichte
Im Altertum war das Gebiet Teil des keltischen Königreiches Noricum und später der gleichnamigen römischen Provinz.
1850 wurden in Inzersdorf und Getzersdorf selbständige Gemeinden gebildet. Die nur bis 1863 selbständige Gemeinde Getzersdorf wurde mit Inzersdorf vereinigt und erst 1919 wieder eine eigene Gemeinde. Im Jahre 1970 beschlossen die Gemeinderäte von Inzersdorf und Getzersdorf die Zusammenlegung der beiden Gemeinden unter dem Namen Inzersdorf-Getzersdorf.

### Archäologische Fundorte
Getzersdorf
Beim Schotterabbau in der „Eisenbahnschottergrube nächst der Station Getzersdorf“ wurden von 1899 bis 1923 einige latènezeitliche Gräber freigelegt. Es waren insgesamt 13 Körperbestattungen, darunter ein Doppelgrab, die von der Früh- bis in die Mittelatèneperiode zu datieren sind. An Grabbeigaben fanden die Archäologen einen Halsreif (Torques) mit petschaftähnlichen Enden und plastischer Verzierung sowie einige reich verzierte Armreife. Die Gräber gehören zu einer Gruppe derartiger Objekte, die sich im Hinterland der Traisen auf einer Flussterrasse erstrecken.
Inzersdorf
Hier wurde eine Gräbergruppe mit Körperbestattungen, einer Brandbestattung und runden oder quadratischen Einfassungen entdeckt. Keramikwaren, teils feine Töpferscheiben-Ware, teils gröbere handgefertigte Objekte, sowie Fibeln, Gürtelhaken, Lanzenspitzen, Haumesser und Schildbuckel erlaubten die Datierung in die Frühlatènezeit. Manche der Knochenfunde wiesen Zeichen von Kinderlähmung, andere von Schädelbrüchen auf.
Walpersdorf

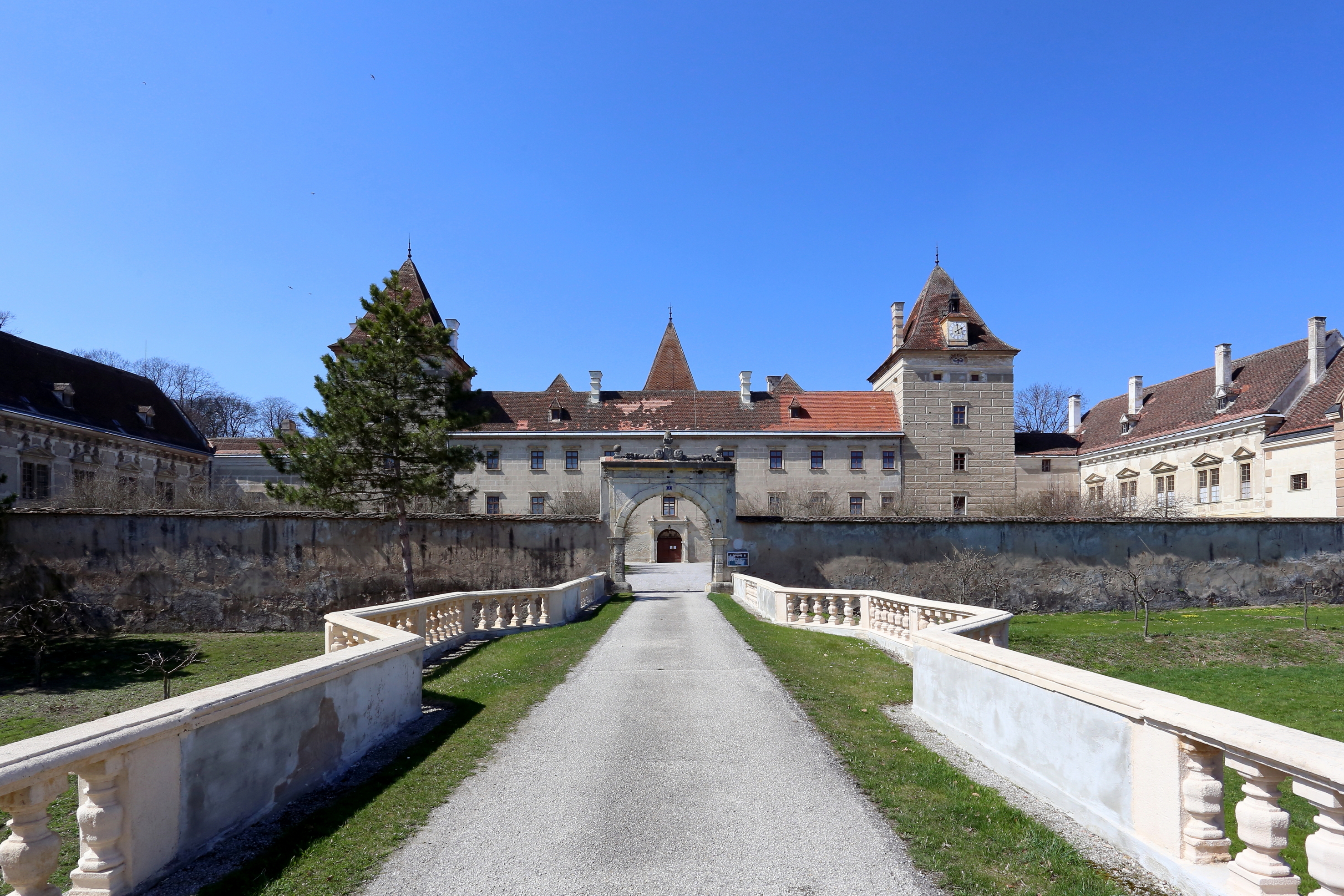
Schloss Walpersdorf

Eine Siedlung aus der späten Hallstatt- bis Latènezeit am linken Traisenufer, ebenfalls auf einer Flussterrasse gelegen, ist der ausgedehnteste Fundort dieses Gebietes. Die Bauten waren teils eingetieft, teils in Ständerbauweise errichtet. Schön bearbeitete und polierte Töpferscheibenkeramik der Späthallstattzeit, ein goldverzierter Tiegel, in Gruben deponierte tierische und menschliche Knochenfunde – davon ein Schädel mit Trepanationsspuren – weisen auf einen agrarisch geprägten Herrenhof hin.
Im Nordwesten der Gebäudegruppe fand man mittels Luftbildarchäologie ein ausgedehntes Gräberfeld. Eine 1987 freigelegte Gräbergruppe ergab elf Körper- und eine Brandbestattung. Zwei Frauen, acht Männer und drei Jugendliche, mit Beigaben von Keramik, Gürtelhaken, Ringe, Fibeln und der Bernsteingriff eines Nagelreinigers wurden entdeckt. Eine weitere Gräbergruppe westlich davon ergab insgesamt 34 Grabstellen (18 Körper-, 16 Brandbestattungen) mit ähnlichen Funden.

### Einwohnerentwicklung
| Inzersdorf-Getzersdorf: Einwohnerzahlen von 1869 bis 2025 | Inzersdorf-Getzersdorf: Einwohnerzahlen von 1869 bis 2025 | Inzersdorf-Getzersdorf: Einwohnerzahlen von 1869 bis 2025 | Inzersdorf-Getzersdorf: Einwohnerzahlen von 1869 bis 2025 | Inzersdorf-Getzersdorf: Einwohnerzahlen von 1869 bis 2025 |
| --------------------------------------------------------- | --------------------------------------------------------- | --------------------------------------------------------- | --------------------------------------------------------- | --------------------------------------------------------- |
| Jahr                                                      |                                                           |                                                           |                                                           | Einwohner                                                 |
| 1869                                                      | 1869                                                      |                                                           | 1.293                                                     | 1.293                                                     |
| 1880                                                      | 1880                                                      |                                                           | 1.355                                                     | 1.355                                                     |
| 1890                                                      | 1890                                                      |                                                           | 1.381                                                     | 1.381                                                     |
| 1900                                                      | 1900                                                      |                                                           | 1.313                                                     | 1.313                                                     |
| 1910                                                      | 1910                                                      |                                                           | 1.378                                                     | 1.378                                                     |
| 1923                                                      | 1923                                                      |                                                           | 1.311                                                     | 1.311                                                     |
| 1934                                                      | 1934                                                      |                                                           | 1.215                                                     | 1.215                                                     |
| 1939                                                      | 1939                                                      |                                                           | 1.175                                                     | 1.175                                                     |
| 1951                                                      | 1951                                                      |                                                           | 1.178                                                     | 1.178                                                     |
| 1961                                                      | 1961                                                      |                                                           | 1.189                                                     | 1.189                                                     |
| 1971                                                      | 1971                                                      |                                                           | 1.143                                                     | 1.143                                                     |
| 1981                                                      | 1981                                                      |                                                           | 1.133                                                     | 1.133                                                     |
| 1991                                                      | 1991                                                      |                                                           | 1.335                                                     | 1.335                                                     |
| 2001                                                      | 2001                                                      |                                                           | 1.399                                                     | 1.399                                                     |
| 2011                                                      | 2011                                                      |                                                           | 1.454                                                     | 1.454                                                     |
| 2021                                                      | 2021                                                      |                                                           | 1.650                                                     | 1.650                                                     |
| 2025                                                      | 2025                                                      |                                                           | 1.696                                                     | 1.696                                                     |
| Quelle(n): Statistik Austria, Gebietsstand 1.1.2021       |                                                           |                                                           |                                                           |                                                           |

## Kultur und Sehenswürdigkeiten

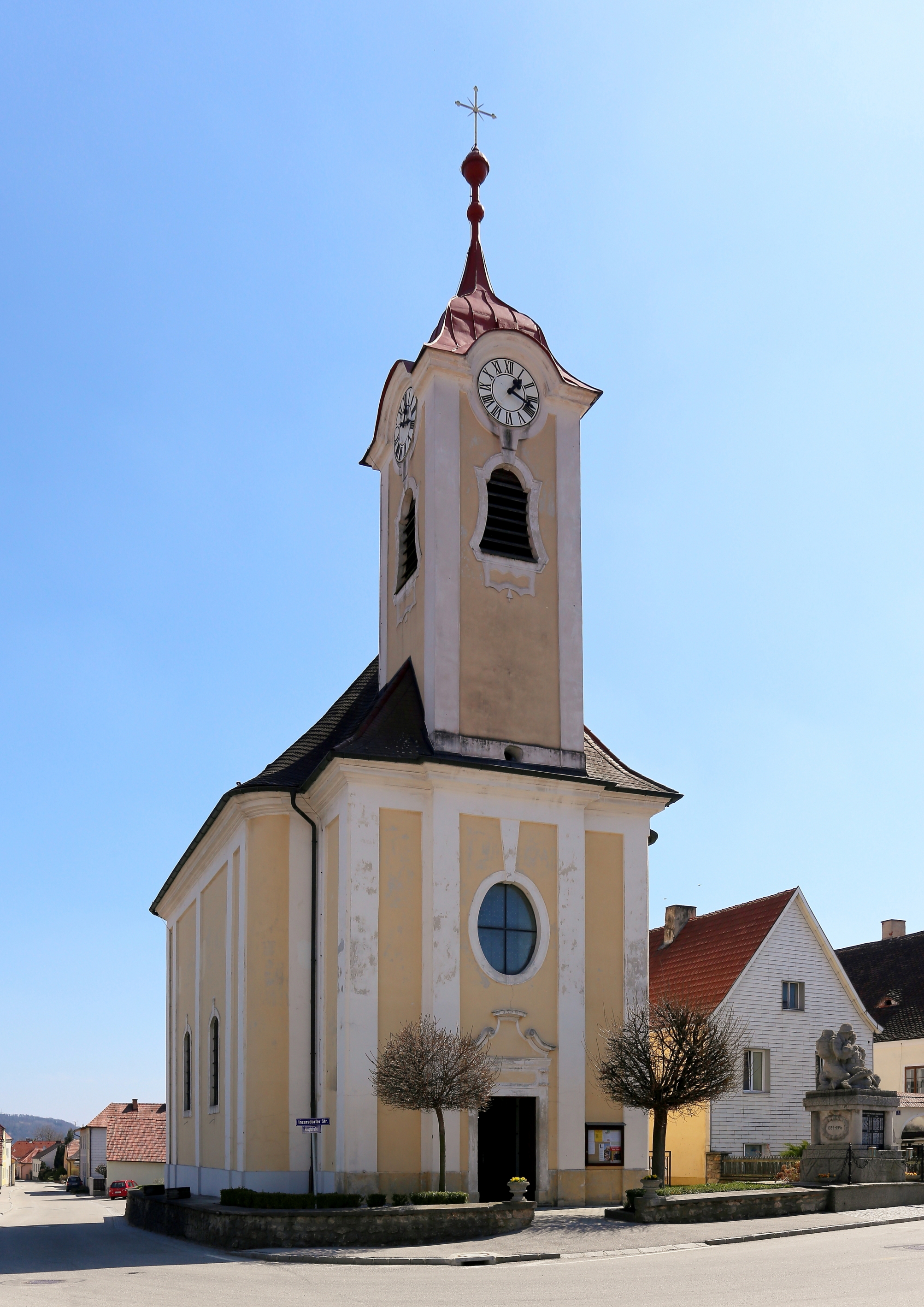
Pfarrkirche Getzersdorf

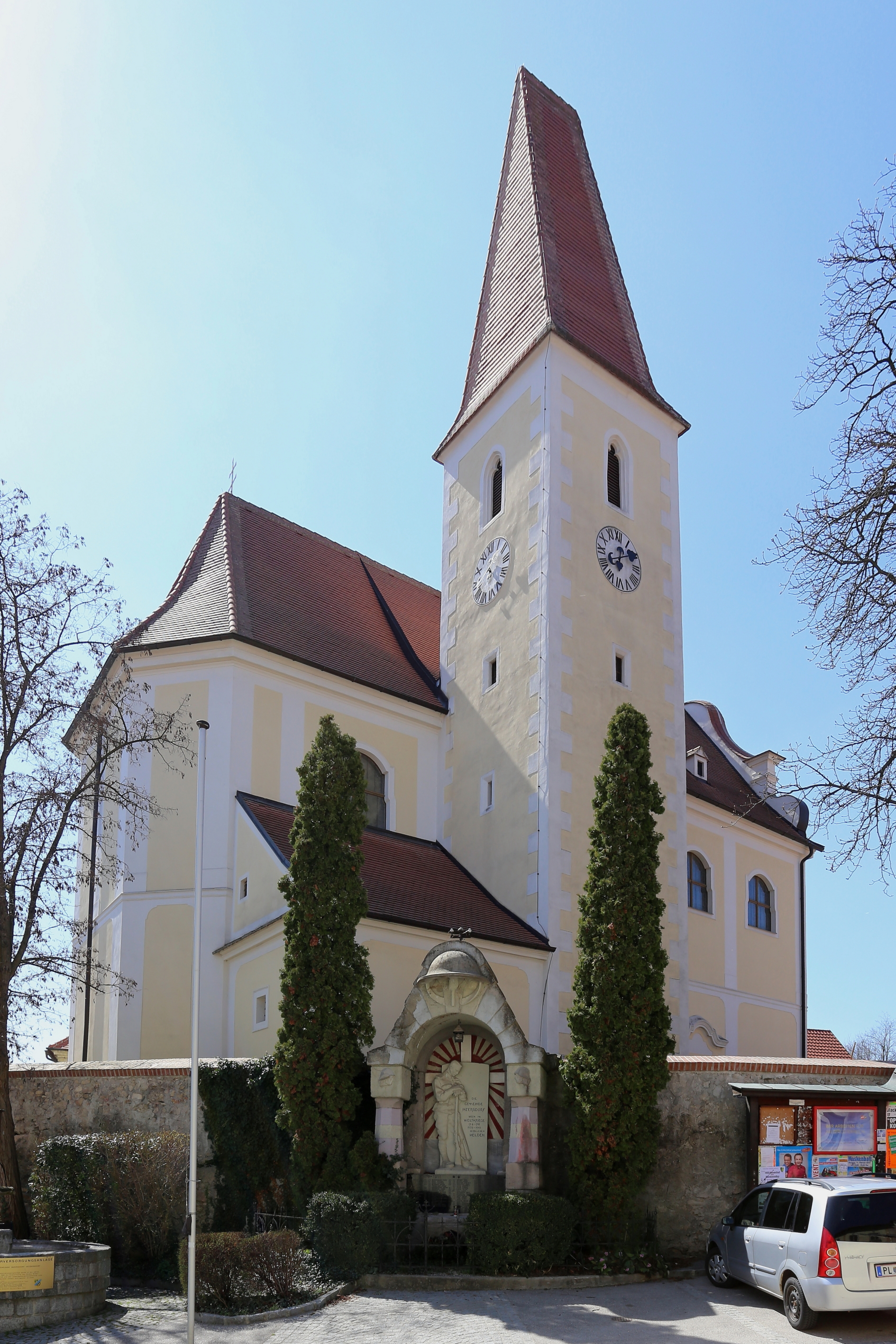
Pfarrkirche Inzersdorf ob der Traisen

- Katholische Pfarrkirche Getzersdorf hl. Michael
- Katholische Pfarrkirche Inzersdorf ob der Traisen hl. Petrus
- Friedhof Inzersdorf ob der Traisen
- Schloss Walpersdorf

## Wirtschaft und Infrastruktur

### Wirtschaftssektoren
In den Jahren 1999 bis 2010 nahm die Anzahl der landwirtschaftlichen Betriebe von 74 auf 47 ab. Von diesen 47 waren 25 Haupt- und 21 Nebenerwerbsbauern. Ein Betrieb wurde von einer juristischen Person geführt. Im Produktionssektor arbeiteten 98 Erwerbstätige im Bereich Warenherstellung und 75 in der Bauwirtschaft. Die wichtigsten Arbeitgeber des Dienstleistungssektors waren die Bereiche Handel (35), soziale und öffentliche Dienste (32), Verkehr (23) und freiberufliche Dienstleistungen (20 Mitarbeiter).
| Wirtschaftssektor            | Anzahl Betriebe | Anzahl Betriebe | Erwerbstätige | Erwerbstätige |
| Wirtschaftssektor            | 2011            | 2001            | 2011          | 2001          |
| ---------------------------- | --------------- | --------------- | ------------- | ------------- |
| Land- und Forstwirtschaft 1) | 47              | 74              | 35            | 52            |
| Produktion                   | 14              | 12              | 173           | 123           |
| Dienstleistung               | 65              | 33              | 127           | 66            |

1) Betriebe mit Fläche in den Jahren 2010 und 1999

### Öffentliche Einrichtungen
In der Gemeinde befinden sich zwei Kindergärten und eine Volksschule.

## Politik
Bürgermeister der Gemeinde ist seit 18. November 2014 Ewald Gorth.
Im Gemeinderat gibt es nach der Gemeinderatswahl 2020 bei insgesamt 19 Sitzen folgende Mandatsverteilung: ÖVP 14, SPÖ 4, FPÖ 1.